# ムロオ インターナショナルチャレンジマッチ
ムロオ インターナショナルチャレンジマッチは、2022年から東大阪市花園ラグビー場第1グラウンドで開催されているジャパンラグビーリーグワン花園近鉄ライナーズ対スーパーラグビー・パシフィックレベルズの国際親善ラグビーユニオン試合である。

## 概要
- 花園近鉄ライナーズとレベルズは2019年からパートナーシップ契約を結んでおり[2]、その一環として2022年8月、花園近鉄ライナーズはレベルズとの対戦を発表[3]。翌9月12日、株式会社ムロオが協賛（冠パートナー）となって試合名が『ムロオ インターナショナルチャレンジマッチ』となる[1]。 翌年も開催決定された[4]

## 試合結果
| 回 | 年度 | 月日     | キックオフ時刻 | 勝       | 得点 | 敗                 | 得点 | 観客数 |
| -- | ---- | -------- | -------------- | -------- | ---- | ------------------ | ---- | ------ |
| 1  | 2022 | 10月15日 | 14:05          | レベルズ | 50   | 花園近鉄ライナーズ | 17   | 4,137  |
| 2  | 2023 | 10月14日 | 14:00          | レベルズ | 33   | 花園近鉄ライナーズ | 21   | 2,352  |

## 備考
- 前座試合として2022年度は東海大大阪仰星高校対報徳学園高校[7]、2023年度は東海大大阪仰星高校対天理高校が実施された[8]。
- 放送は2022年度はYoutube花園近鉄ライナーズ公式チャンネルで生配信、GAORAで生中継[9]。2023年度は近鉄ケーブルネットワーク、KCN京都ファミリーチャンネルで生中継・ J SPORTSオンデマンドで生配信、J SPORTSで録画中継[10]。